# San José (Almirante Brown)
San José é uma localidade localizada no partido Almirante Brown, província de Buenos Aires. Possui uma população de 44.961 habitantes (INDEC 2001).